# The Masher Cop
The Masher Cop è un cortometraggio muto del 1913 diretto da Dell Henderson che è tra gli interpreti del film accanto a Florence Lee e Sylvia Ashton.

## Produzione
Il film fu prodotto dalla Biograph Company.

## Distribuzione
Distribuito dalla General Film Company, il film - un cortometraggio di 143,5 metri - uscì nelle sale cinematografiche USA il 30 gennaio 1913. Nelle proiezioni, veniva programmato con il sistema dello split reel, accorpato in un'unica bobina con un altro cortometraggio prodotto dalla Biograph, la commedia What Is the Use of Repining?.
Non si conoscono copie ancora esistenti della pellicola che viene considerata presumibilmente perduta.